# Alaska, terra d'aventures
Alaska, terra d'aventures (títol original en anglès Alaska) és una pel·lícula estatunidenca dirigida per Fraser C. Heston, estrenada el 1996 i doblada al català.

## Argument
A la mort de la seva dona, Jake Barnes s'ha instal·lat en un petit poble costaner d'Alaska, Quincy. Pilot emèrit, Jake avitualla amb avió les comarques més inaccessibles del país. Però, mentre que la seva filla, Jessie, aprecia aquesta tornada a la naturalesa, el seu fill, Sean, s'enfonsa i es revolta. Un vespre, després d'haver discutit violentament amb el seu fill, Jake s'enlaira per a una missió de rutina. Algunes hores més tard, el seu aparell s'estrella al cim d'una muntanya. Davant el fracàs de les investigacions portades per les autoritats locals, i convençuts que el seu pare és viu, Jessie i Sean es llancen sobre el seu rastre.

## Repartiment
- Thora Birch: Jessie Barnes
- Vincent Kartheiser: Sean Barnes
- Dirk Benedict: Jake Barnes
- Duncan Fraser: Koontz
- Gordon Tootoosis: Ben
- Ben Cardinal: Charlie
- Ryan Kent: Chip
- Don S. Davis: sergent Grazer
- Dolly Mardsen: Mrs. Ben
- Charlton Heston: Perry
- Agee: l'os Cubby